# USS LST-906
O USS LST-906 foi um navio de guerra norte-americano da classe LST que operou durante a Segunda Guerra Mundial.